# Гимназија „Стеван Јаковљевић” Власотинце
Гимназија „Стеван Јаковљевић” је основана 1962. године и данас је једина гимназија у Власотинцу. Њен први директор био је професор историје и социологије Радомир Катић, а садашњи је професор математике Живан Шушулић. Гимназију похађа преко 400 ученика, а уписују се два смера: друштвено-језички и математички смер.

## Историјат
Гимназија „Стеван Јаковљевић” има своје корене у Грађанској школи, Државној мешовитој непотпуној гимназији (Нижој гимназији) и Вишој мешовитој гимназији.

### Грађанска школа
Грађанска школа је отворена 14. новембра 1929. године под називом Државна мешовита грађанска школа у Власотинцу и била је његова прва средња школа. Трајала је четири године, а у њој су се изучавали следећи предмети: наука о вери, матерњи језик (српски), страни језик (француски), земљопис, историја, ботаника и зоологија, хигијена, рачун са простим књиговодством, геометрија са геометријским цртањем, слободно цртање, певање, гимнастика и ручни рад, домаћинство и писање (од првог до четвртог разреда), физика и хемија (трећи и четврти разред), поука о грађанским правима и дужностима (четврти разред). Школа је наставу одржала у згради Основне школе „Синиша Јанић”, а за реализацију наставе гимнастике и певања коришћене су и просторије Народног дома. Након атентата на краља Александра Првог Карађорђевића у Марсељу, 9. октобра 1934. године, школа је променила назив у Државна мешовита грађанска школа Александра Првог Ујединитеља. Такође, према жељама мештана, а и према месним приликама, донета је одлука да прва школа буде школа трговачког смера; уведени су нови предмети: књиговодство, наука о трговини и стенографија са дактилографијом (сви у 3 разреду). Након априлског слома, назив школе је промењен у Државна мешовита грађанска школа трговачког смера, а наставни план је измењен, садржећи немачки као страни језик. Грађанска школа је постојала до 1945. године, када је нова власт извршила реформу образовања. Одлуком Министарства просвете, одељења за средњу наставу, од 29. августа 1945. године, Грађанска школа је укинута, а уместо ње отворена је Непотпуна мешовита (нижа) гимназија која је почела са радом почетком школске 1945/46. године. Она је наследила сву заосталу имовину бивше грађанске школе.

### Државна мешовита непотпуна гимназија у Власотинцу
Власотинце је ослобођено 10. октобра 1944. године, а борбе за ослобођење југословенског простора завршене су 15. маја 1945. године.
Нова власт је предузела низ мера на обезбеђењу општег образовања свих радних људи. Створен је јединствен школски систем, прокламована је световност наставе и издати су нови наставни планови и програми. Шестог децембра 1945. године у НР Србији донет је Закон о увођењу обавезног седмогодишњег школовања. Укинуте су грађанске школе и преображене су у ниже гимназије и прогимназије. Задаци новог школства дефинисани су на Петом конгресу ЦККПЈ 1948. године и Резолуцијом Трећег пленума ЦККПЈ задацима о школству, од децембра 1939. године.
Школа у Власотинцу је добила назив Државна мешовита непотпуна гимназија у Власотинцу. Почетком 1945/46. године у школи је било седам одељења од којих три мушка и четири мешовита, и то: I разред два одељења, II разред два одељења, III разред два одељења, и IV разред једно одељење са укупно уписаних 249 ученика, од којих 181 мушкараца и 68 девојчица. Изучавани су следећи предмети: српски језик, руски језик, историја, земљопис, природопис, математика, писање, цртање, верска настава (1946/47. укинута) и гимнастика, физика и женски ручни рад који су придодати у другом разреду, те хемија, придодата у четвртом разреду. Диплома школе се добијала завршетком четвртог разреда и полагањем нижег течајног испита. Школа је и даље радила у згради Основне школе. Наставу је контролисао директор школе и срески просветни референт. Сви наставници су чинили Наставни савет као стручни орган школе. Школски савет је био руководећи орган. При школи су постајали и други органи и организације, како стручни тако и политички. Постојала је стручна конференција наставника, чији је садржај рада био организовање и одржавање стручних предавања. Са осталим просветним радницима среза, чинили су среску конференцију просветних радника. Сви радници школе су били учлањени у конференцију синдикалне подружнице. Ученици су били чланови пионирске и омладинске организације. Овим организацијама су руководили чланови Месне омладинске организације УСАОС. Школа је поред буџета, новчаних фондова, располагала и земљиштем за обраду. То је била такозвана школска градина коју су обрађивали ученици. У школској 1945/1946. године је тако произведено око 400 килограма лука.
Почетком школске 1946/1947. године отворен је Гимназијски интернат који је носио име првоборца Синише Јанића и у коме је збринуто четрдесеторо социјално угрожене деце. Први управник интерната био је Сретен Валчић, учитељ.
По одлуци Министарства просвете, школовање у нижој гимназији је 1947. године скраћено на три године.
У школској 1949/50. број ученика се нагло повећао. Један од разлога је био тај што су ученици материјално стимулисани. Ученицима који су становали у граду давани су бонови за снабдевање храном. Уписано је укупно 17 одељења са 710 ученика (7 одељења у првом разреду, 6 одељења у другом разреду и 4 одељења у трећем разреду). У школи је тада предавало 14 наставника, рачунајући и директора. У школи је радила Ђачка библиотека, а основана је и Школска радионица у којој је прављен школски инвентар.
У школској 1950/1951. години, на основу Резолуције III Пленума ЦККПЈ-а почело се са отварањем обавезних осмогодишњих школа. Прве осмољетке у срезу власотиначком су се отвориле у Црној Трави, Грделици и Присјану. У Власотинцу се задржала Нижа гимназија, завршно са школском 1953/1954. години. На основу ставова Трећег пленума, Влада ФНРЈ је 20. маја 1952. године донела Опште упутство о обавезном осмогодишњем школовању деце од 7 до 15 година.

### Виша мешовита гимназија у Власотинцу
Виша мешовита гимназија у Власотинцу је настала 1950. године, када је уписан IV разред као наставак Ниже гимназије. У школској 1954/1955. години Нижа гимназија је преображена у основну осмогодишњу школу, а почетни разред Више гимназије био је пети. Школа је и даље радила у згради Основне школе, која није имала довољно простора и учила. Поред редовне наставе наставници су били ангажовани у раду слободних ученичких активности. У школи је радило седам научних група, три кружока, Литерарна дружина, Дебатни клуб, Драмска секција и Фолклорна секција.
Успех ученика се оцењивао оценама од 2 до 5. Ученик који је на полугођу имао четири или више двојки искључиван је из школе, а онај који би на крају наставне године имао две двојке понављао је разред. Ученици завршеног четвртог разреда (тј. осмог) полагали су виши течајни испит, пред испитним одбором, из следећих предмета: српски језик, страни језик, историја, математика и Физика. Испитни одбор су чинили председник, потпредседник, секретар и испитивач. Председник одбора је био изасланик Министарства просвете, док су испитивачи били професори из исте школе.
У ФНРЈ је 1950. године донет Закон о радничком самоуправљању, а 1953. године донет је Уставни закон о самоуправљању. Практична примена ових закона је била најпре у привредним организацијама. У школама се уводи самоуправљање од 1955. године, јер је марта исте године донет Основни закон о друштвеном управљању у школству. На основу овог закона образовани су Школски одбор и Наставничко веће, а за ученике Ђачке организације и Омладинске организације. Школски одбор је био главни орган, а расправљао је о буџету школе, припремном за почетак школске године, екскурзијама ученика, прослави државних празника, жалбама ученика и другом. Предметни наставници су чинили наставничко веће. На састанцима наставничког већа расправљало се о подели предмета на наставнике, раду стручних актива, критеријуму оцењивања, формирању кабинета, друштвено-моралном васпитању ученика, реформи образовања. Тако је на основу мишљења наставничког већа да постојећим програмима ученици добијају мало стручног знања, донета одлука да се у Власотинцу укине Виша гимназија, а да се пренесе Грађевинска средња техничка школа из Црне Траве.
У оквиру Омладинске организације у Гимназији, радили су Дебатни клуб, Књижевни клуб, Шаховска секција и Савет народне технике. У оквиру Дебатног клуба реализовано је и политичко васпитање ученика.
Школске 1956/1957. године почела је са радом Грађевинска техничка школа у Власотинцу. Радила је у згради некадашњег Среског суда, данашње Основне школе „8. октобар”. Школа је зграду добила од СО Власотинце. Виша мешовита гимназија је наставила са радом до 1958. године, без уписивања петог разреда. Њени недовршени ученици наставили су школовање у Лесковачкој гимназији. У четири генерације Више мешовите гимназије уписано је укупно 380 ученика, а виши течајни испит је положило 155 ученика.

### Гимназија „Стеван Јаковљевић”
Иницијатива за поновно отварање гимназије у Власотинцу потекла је од друштвено-политичких организација Власотинца, од појединих органа СО Власотинце, појединих просветних радника из Власотинца и Просветно-педагошког завода за унапређивање образовања и васпитања у Лесковцу. Пошто је Савет за просвету и културу Србије обећао сагласност, преко саветника Марка Шијачког који је посетио Власотинце јуна 1962. године ради утврђивања материјалних и кадровских услова за рад, СО Власотинце је донела одлуку о оснивању Гимназије. Савет је 23. јула 1962. године издао решење којим је дао формалну сагласност.
За директора школе је постављен Радомир Катић, дотадашњи директор Основне школе „Синиша Јанић” у Власотинцу. Школа је смештена у згради данашње Основне школе „8. октобар”. Током јуна и августа је набављен намештај и учила. Део намештаја је позајмљен од Основне школе, а део намештаја је израдило Столарско предузеће „Беско” из Власотинца. На расписаном конкурсу за пријем ученика у први разред Гимназије, пријавило се 206 кандидата, од којих је на пријемни испит изашло 197. Од тога је положило 142 и формирана су три одељена. Пријемни испит је полаган из Српскохрватског језика и Математике, а ученици који су 7. и 8. разред Основне школе завршили са одличним успехом били су га ослобођени.
Школа је почела са радом 11. септембра 1962. године. Школом је управљао Школски одбор, конституисан 8. октобра, а чинили су га представници радника Школе, ученика, родитеља и Општине. Школске огранке су чинили и Родитељски савет (формиран 21. октобра), Наставничко веће и Савез омладине Школе (формиран 6. октобра 1962. године, а састојао се од ученика).
Уз сагласност Скупштине општине Власотинце и удовице Војке Јаковљевић, школа је добила назив по преминулом књижевнику, академику, професору др Стевану Јаковљевићу. Директор школе Радомир Катић је тада лично посетио Војку Јаковљевић у Београду, и договорио да се датум рођења Стевана Јаковљевића (7. децембар) слави као Дан школе.
Гимназија је од 1968. године радила у новоподигнутој згради (данашња зграда Гимназије и Техничке школе) у улици Михајла Михајловића бб. Зграду је изградила Скупштина општина Власотинце и 1971. дала на коришћење „Школском центру за стручно усавршавање кадрова у привреди у Власотинцу” (средњој школи, претече Техничке школе). Како је постојећа зграда била недовољна за рад двеју школа, Скупштина општина Власотинце је уступила на коришћење и „малу зграду” на истом плацу, 1972. године.
Крајем 1976. године и 1977. донети су нови закони о образовању (Закон о заједничкој основи Средњег усмереног образовања и васпитања и Закон о изменама и допунама Закона о средњем образовању и васпитању) којим се средње образовање дели на две фазе: заједничку основу у двогодишњем трајању и другу фазу, од једне или две године, којом се стицао трећи и четврти степен стручности у оквиру 42 струке и 572 занимања. Ова нова форма средњег образовања узроковала је интеграцију Гимназије „Стеван Јаковљевић” и Школског центра за стручно образовање кадрова у привреди „Милентије Поповић”, што је одлучено на референдуму радних људи двеју школа. Самоуправни споразум о удруживању потписан је 8. новембра 1976. године. До краја 1976. донета су нормативна акта, формирани су заједнички органи управљања и друштвено-политичке организације (Савет Школе, Основна организација синдиката, Основна организација СКЈ). За директора је изабран Петар Синадиновић, а он је имао два помоћника. Школа је организационо подељена на прву и другу фазу.
Назив школе био је Образовни центар „Милентије Поповић”, а почела је са радом 1. јануара 1977. године. Континуитет Гимназије одржао се преко биротехничко-правне, природно-техничке струке и математичко-техничке струке.
Након доношења новог Закона о усмереном образовању и васпитању 1986. године, по којем је усмерење ученика за струке и занимања било поново од првог разреда, а школе су могле да обучавају највише три струке, извршена је реорганизација Образовног центра. Због потребе за већим бројем струка у оквиру Образовног центра су 1987. године формиране две школе: ОУР — Школа „Вук Караџић” и ООУР — Школа „1 октобар”. Континуитет Гимназије носила је Школа „Вук Караџић”, која је уписивала следеће струке: културно-језичке струке, правне и природно-математичке струке.
Године 1990. донет је нов Закон о гимназијама и средњим стручним школама, по којем је предвиђено да Гимназије буду самосталне школе. Главни органи Образовног центра и његових школа (Савети) усвојили су 30. августа 1990. године Елаборат, по којем је Образовни центар „Милентије Поповић” престао да постоји, а школе „Вук Караџић” и „1. октобар” су постале самосталне установе. Елаборатом је подељена имовина, инвентар и радници. Први пут у својој историји Гимназија је постала сувласник школског простора. Назив „Стеван Јаковљевић” враћен је 30. октобра 1990. године.

## Директори
- Радомир Катић, професор историје; директор Гимназије 1962—1965.
- Светислав Вучковић, професор историје; директор Гимназије 1965—1973.
- Јован Маљковић, професор математике; директор Гимназије 1973—1976.
- Петар Синадиновић; директор Образовног центра „Милентије Поповић” 1977—1981.
- Растко Крчмарик; директор Образовног центра „Милентије Поповић” 1981.
- Велимир Стаменковић, професор историје; директор Образовног центра „Милентије Поповић” 1987—1993.
- Петар Шушилић, професор физичког васпитања; директор Школе „Вук Караџић” 1987—1990, директор Гимназије „Стеван Јаковљевић” 1990—1993.
- Момчило Поп-Илић, професор математике; директор Гимназије „Стеван Јаковљевић” 1993—2001.
- Драган Диманић, професор географије; директор Гимназије 2001—2007.
- Јован Каруовић, професор информатике и математике; директор Гимназије 2007—2011.
- Живан Шушулић, професор математике; директор Гимназије 2011—2019.
- Драгиша Поп-Илић, професор математике; директор Гимназије 2019-данас.

## Знаменити професори и ученици
- Професор Радомир Катић
- Професор Велимир Стаменковић-Лима
- Проф. др Момчило Горуновић
- Проф. др Стеван Н. Илић
- Проф. др Жика Лепојевић
- Проф. др Снежана Ђекић (Савић)
- Данило Коцић, новинар "Политике", правник и професор, некадашњи ученик и професор ове школе

## Галерија
- Главна зграда Гимназије, садашњи изглед
- Заставе Гимназије и Техничке школе
- Главна зграда Гимназије, садашњи изглед 2
- Главни улаз
- Службени улаз
- Улаз за ученике
- Главна зграда, сликана из дворишта
- Двориште Гимназије
- Двориште Гимназије
- Игралиште за мали фудбал
- Игралиште за кошарку
- Паркинг
- Амблеми Гимназије „Стеван Јаковљевић”
- „Мала зграда” Гимназије „Стеван Јаковљевић”
- „Мала зграда” Гимназије „Стеван Јаковљевић”
- „Мала зграда” Гимназије „Стеван Јаковљевић”
- Улаз у „Малу зграду”
- Улаз у „Малу зграду”
- Главни ходник „Мале зграде”
- Вајарско дело професора Небојше Митровића Пуше
- Милентије Поповић, споменик у дворишту средњих школа
- Двориште Гимназије
- Гимназија споља
- Гимназија из дворишта
- Двориште гимназије